# Fuerte de Santa Catalina (Lima)
El Fuerte de Santa Catalina, también llamado Cuartel de Santa Catalina, es una construcción de estilo neoclásico y es uno de los pocos ejemplos representativos de la arquitectura virreinal militar que aún existen en el Perú. Data de la primera década del siglo XIX y fue edificado en los terrenos llamados ”Huerta de los Llanos” y “Huerta Perdida” o del “Cuero”, los cuales pertenecían a los Monasterios de Santa Catalina de Siena y de la Concepción respectivamente. El inmueble se encuentra inscrito como propiedad del Estado Peruano en el Margesí de Bienes Nacionales: Asiento 12, Foja 37, Tomo I del Libro de Predios de Lima teniendo, en la actualidad, un área total de 25,250 metros cuadrados. 
En 1806, siendo Virrey del Perú Fernando de Abascal y Souza, marqués de la Concordia, llegaron de España, jefes y Oficiales del ejército real español, entre ellos el futuro General Osorio, para consolidar el arma de artillería del ejército real español de Lima. Para tal fin se formó una brigada de artillería con tres compañías de a pie y una de a caballo haciendo estas un total de 400 hombres de veteranos (entre peninsulares y nacidos en Perú) y 700 milicianos, muchos de ellos, con experiencia en la defensa de esos fuertes, se enrolaron voluntariamente desde Chiloé y de la guarnición de Valdivia. Para alojar a esta nueva brigada, con todas sus salas de armas, maestranza, almacenes y fundición se edificó el cuartel de Santa Catalina a un precio de 36 523 pesos.
El tradicionalista limeño Ricardo Palma, en una de sus tradiciones peruanas, afirma que durante el gobierno del Virrey Gabriel de Avilés se principió la fábrica del cuartel de Santa Catalina para cuartel de artillería, bajo la dirección del entonces coronel, y más tarde Virrey, Joaquín de la Pezuela.

## Ubicación en la ciudad
El Cuartel de Santa Catalina está ubicado en el jirón Inambari N° 790, esquina con la cuadra 12 del jirón Andahuaylas (Calle Costado del Cuartel), en la Plazuela de Santa Catalina en los Barrios Altos de Lima. 

## Descripción de la fachada y determinación de su estilo
La fachada muestra un torreón esquinero, de adobe y dispuesto en talud, la gran portada de madera de ingreso al Cuartel que es de estilo neoclásico, con pilastras neoclásicas de capiteles corintios y jónicos y arco rebajado en segmento de círculo, la torre cuadrada de madera -ahora sin reloj-, guardacantones (cañones antiguos empotrados delante de la puerta), torres flanqueantes, almenadas, estilizadas y con aspilleras, y un muro almenado que muestra modillones en uno de sus tramos.
Sobre el Cuartel de Santa Catalina el gran estudioso de Lima, arquitecto Héctor Velarde, apunta:

El cuartel es un interesante ejemplo de edificación castrense  de los últimos años de la Colonia, caracterizado por  sus anchos muros en talud. Estos son de adobe con torreones en las esquinas y, sobre su portada neoclásica, se alza una torre cuadrada. Aparte  del interés histórico que posee y del valor histórico-artístico que le es propio por ser uno de los pocos ejemplos limeños que existen de arquitectura militar colonial, tiene una gran importancia urbanística como elemento que conforma el espacio de la Plazuela de Santa Catalina.

César Miro, del Diario El Comercio de Lima, en relación con la fachada del Fuerte de Santa Catalina, hace la descripción siguiente:

El historiado cuartel tenía un reloj en el que el tiempo estaba ausente y una torre para avistar sombras de conspiradores e insurrectos, porque fue refugio de amotinados que entraban y salían por las cien puertas que tenía el cuartel.

## Descripción de su interior
Respecto al interior del Fuerte de Santa Catalina, César Miro, del Diario El Comercio de Lima, hace la descripción siguiente:

Santa Catalina era otro gigante de adobe como Paramonga y Chan-Chan. En los planos aparece como un rectángulo con ángulos reforzados de corta altura…. Tiene cerca de doce mil varas cuadradas, un cuerpo de guardia para tropa y otro para oficiales, cuarenta y dos piezas, cuadras, almacenes, arsenal, maestranza, caballeriza, corral. Se cuenta que fue empedrado por prisioneros ingleses piratas acusados de depredaciones y saqueos.
Había una capilla dedicada a Santa Bárbara, Patrona de explosiones, e imágenes del pintor y arquitecto Matías Maestro, un vasco de Alava, licenciado en leyes que llegó en 1792 y el arzobispo de la Reguera lo conquistó para ordenarse. Lo encontramos de presbítero y mecenas en las obras de la Catedral, Santo Domingo y otros conventos, altares, el Colegio de Medicina, cuyos planos traza con Hipólito Unanue. Se le conocerá mas por la construcción del cementerio que lleva su nombre.

Al cruzar la gran portada de madera de ingreso al Cuartel, un zaguán empedrado con cantos rodados nos conduce al patio principal, o de armas, con asentado de adoquines, que ha sido restaurado parcialmente. En el centro del patio permanece aún la vieja asta de la bandera del cuartel y un antiguo cañón de artillería a su costado; hacia la derecha puede verse una cuadra de dos pisos con balcón colonial que se encuentra en estado semiruinoso; En el interior del cuartel pueden verse las instalaciones que servían en otros tiempos de oficinas administrativas las cuales ya han sido restauradas para ser utilizadas como salones de clase y oficinas; también pueden verse la carceleta y las oficinas con grandes ventanales de estilo neocolonial que dan hacia la fachada. 
Los materiales de construcción más utilizados en la fábrica del Cuartel, y que se pueden observar, son el adobe y la piedra, siendo utilizada la quincha en el caso del segundo piso de la cuadra. Se nota además la utilización de la madera como material de construcción a través de la gran torre cuadrada y el balcón colonial de la cuadra de oficiales. Por otro lado, algunos elementos como los pisos son también de madera machihembrada, además de las escaleras que conectan a los pisos superiores. Todas las ventanas exteriores del inmueble están protegidas con carpintería metálica de diseño simple como era costumbre en el periodo neoclásico. 

## Historia

### Virreinato

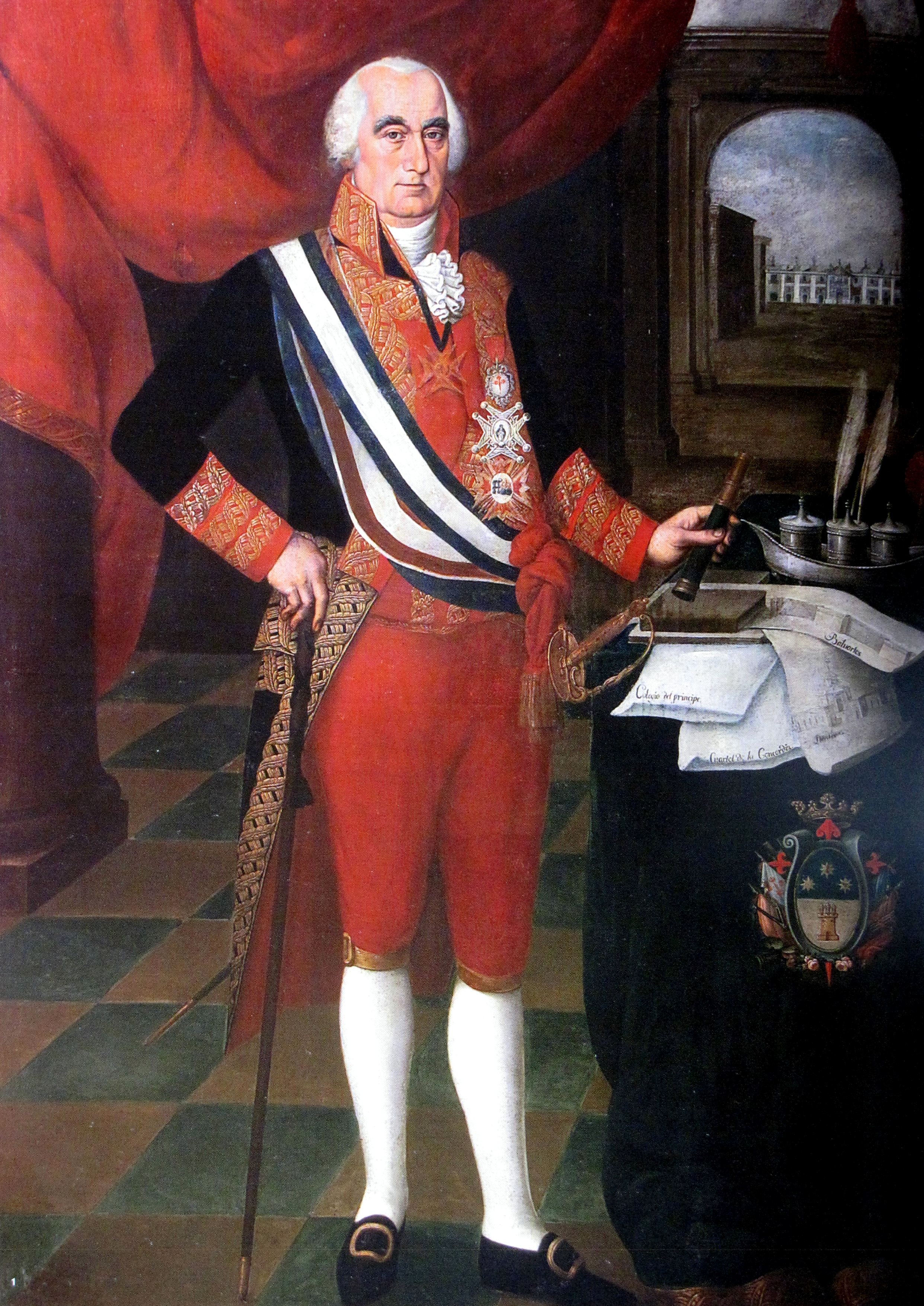
Retrato del Virrey del Perú José Fernando de Abascal y Souza, quien ordenó la construcción del Cuartel de artillería de Santa Catalina de Lima.

En 1698, el Monasterio de la Concepción dio en enfiteusis por 150 años el terreno de la llamada huerta del “Cuero” o “Perdida” a Juan del Águila Angulo quien indicó la enfiteusis a favor de Francisco de Zúñiga Sotomayor. A la muerte del beneficiario, se vende y se traspasa la enfiteusis a Pedro Tramarría quien señala como beneficiaría a su esposa Nicolasa de la Presa. Los herederos de ésta firmaron una escritura de arrendamiento perpetuo con el coronel Joaquín de la Pezuela, subinspector interno y comandante general del nuevo Departamento de Artillería Española, en representación del gobierno. De esta manera, el ya existente proyecto de construir un cuartel se hizo realidad el viernes 22 de agosto de 1806, fecha en que se inició la obra según consta la placa conmemorativa que se hallaba en la fachada principal del inmueble. Dicha placa, en la actualidad no existe, pero algunos informes aseguran que mencionaban la disposición del entonces Virrey José Fernando de Abascal y Souza, Marqués de la Concordia, quien ejerció el mando en el período 1806-1816. Además, consta este hecho en su “Memoria de Gobierno” y bajo la dirección del subinspector de Artillería Española Joaquín de la Pezuela, quien asumiría el rol de virrey en el siguiente período. El Cuartel Santa Catalina estuvo destinado para el cuerpo de artillería (material pesado de guerra, cañones, morteros, obuses, etc.) y que contaría también con personal especializado en maestranza (caballería) y fabricación de pólvora.
El motivo de la creación de este cuartel, que inicialmente, según la placa ya citada, llevó por nombre “Cuartel de artillería de Santa Catalina de Lima”, fue el de reforzar la seguridad de la capital para enfrentar los ataques de los ingleses quienes buscaban apoderarse de las colonias españolas por la riqueza que estas poseían. Otro motivo importante lo constituía el de dar una nueva organización al cuerpo de artillería virreinal. De esta manera, y con todos estos adelantos, el cuartel permitió una mejor organización de la artillería y el aumento de sus efectivos. 
Con el transcurso de los años, el cuartel no solo es ocupado por la artillería del Ejército Realista sino también por la infantería y la caballería del Ejército Realista pero siempre de forma alternada.
Es en esta época en que el Fuerte de Santa Catalina se convirtió en el mejor bastión español de América del Sur. Desde allí se envió, a las demás gobernaciones y al Virreinato del Río de la Plata, armamento y tropas para debelar cualquier levantamiento revolucionario contra la corona española. 

### Emancipación
Durante el periodo de la Emancipación, este cuartel fue utilizado tanto por realistas como por los patriotas quienes aprovecharon sus talleres y recintos para albergarse. 

### República
Al instituirse la República, el abastecimiento del material de guerra se hizo, al igual que en el Virreinato, a través de la Comandancia General de Artillería, que centralizó los almacenes del Parque, la Maestranza y la Fábrica de Pólvora. Las dos primeras dependencias continuaron funcionando en el Cuartel de Santa Catalina hasta finalizar el siglo XIX.
En el Fuerte de Santa Catalina fue depositada, estando allí por varios años, la casaca o "leva" que el Mariscal del Perú Agustín Gamarra Mesía llevaba puesta en la batalla de Ingavi ocurrida el 18 de noviembre de 1841.
En 1845 se empieza a realizar la construcción de la Escuela de Aplicación de Artillería, la cual se ubicaba dentro de las instalaciones del cuartel pero con áreas definidas. Este se convertiría en el antecedente del Colegio Militar que años más tarde la reemplazaría.
Durante el golpe de Estado contra el Presidente José Balta y Montero ocurrido a las dos de la tarde del 22 de julio de 1872, el Coronel del Ejército Tomás Gutiérrez, tomó la resolución de trasladarse, el 26 de julio de 1872, al Cuartel de Santa Catalina con las tropas de Palacio de Gobierno y del Batallón de Infantería “Zepita” n.º 3 de su hermano el Coronel del Ejército Marceliano Gutiérrez. Frente al Cuartel de Santa Catalina se levantaron varias barricadas. Las cañerías de agua y de gas conectadas con el Cuartel de Santa Catalina llegaron a ser cortadas. Cerca de las 9 de la noche, mientras disparaban fusiles y cañones, Tomás Gutiérrez y su hermano el Coronel del Ejército Marcelino Gutiérrez salieron con sus tropas. Los sitiadores del Cuartel de Santa Catalina se replegaron y desconcertaron momentáneamente.

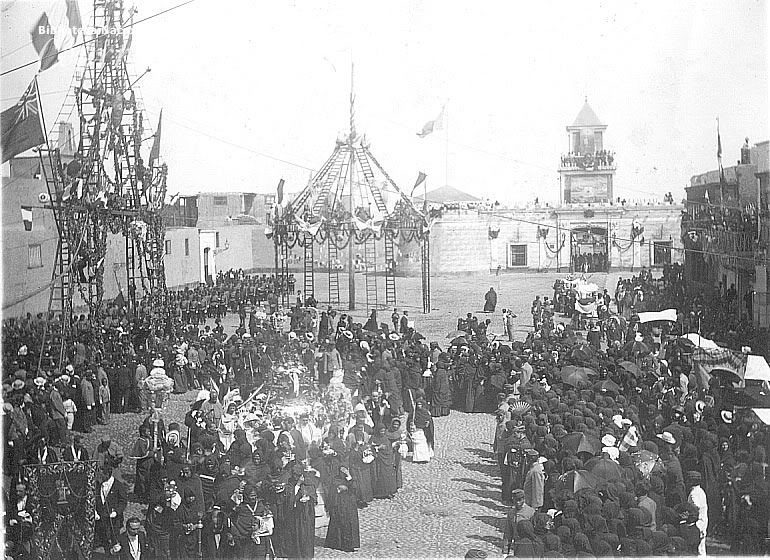
Plazuela de Santa Catalina y Cuartel de artillería del mismo nombre. Fotografía tomada en 1893

Durante la guerra del guano y del salitre, el Cuartel de Artillería de Santa Catalina tenía cañones White que eran una copia del Vavasseur modelo 71 de 55 mm, con algunas variantes. El 17 de enero de 1881, el ejército chileno que ocupó Lima entró al Cuartel de Santa Catalina saqueando todo el material de guerra que poseía y llevándose armas de inestimable valor histórico.
En la década de 1890 el Fuerte de Santa Catalina fue sede de la Brigada de Artillería de Campaña de Montaña del Ejército del Perú.
Por esos años cada 28 de julio, fecha del aniversario nacional del Perú, una salva de artillería era practicada en el fuerte de Santa Catalina cuando recién se presentaba el sol en el horizonte, anunciando el advenimiento del día en que el Protector Supremo General José de San Martín, proclamó la independencia del Perú, ese mismo día la Guardia de honor del Palacio de Gobierno, puerta principal, y fuerte Santa Catalina la cubría la Escuela de Clases.
A inicios del siglo XX el Parque y la Maestranza, que se encontraban en las instalaciones del Cuartel de Santa Catalina, se trasladan al Cuartel Barbones.
Otros hechos históricos del cual este cuartel fue testigo han sido principalmente motines populares, asesinatos políticos, golpes de estado y rebeliones de la tropa del ejército ocurridos a lo largo de la historia republicana.
El 4 de febrero de 1914 ocurrió el golpe de Estado contra el Presidente Guillermo Billinghurst Angulo. El Batallón de Infantería “Caquetá” n.º 9, que en esa época estaba acantonado en el Cuartel de Santa Catalina, fue una de las Unidades de Combate, de la Guarnición de Lima al mando del Coronel EP Óscar Raimundo Benavides Larrea, jefe renunciante del Estado Mayor del Ejército del Perú, que se unieron al levantamiento militar. Durante este golpe de Estado fue asesinado, en el Cuartel de Santa Catalina, el ministro de Guerra y Marina General de Brigada EP Enrique Varela Vidaurre quien la noche del 3 de febrero de 1914 fue a pernoctar allí.
En ese mismo año (1914) el presidente de la República Coronel EP Óscar R. Benavides dispuso la descomposición del Regimiento de Artillería de Montaña n.º 3, que a la sazón también tenía su sede en el Cuartel “Santa Catalina” de Lima, destacando un Grupo de Artillería (una de las dos fracciones), a la ciudad de Arequipa el cual se estableció en unos terrenos de Tingo donados por el Sr. Gonzalo Vivanco en un campamento de reciente creación, con material de sillar y adobe.

#### Motín de Santa Catalina de 1931
Poco recordado es el caso del levantamiento de los clases y soldados del Regimiento de Infantería n.º 5, acantonado, en aquella época, en el Cuartel de Santa Catalina, ocurrido el 23 de marzo de 1931 y que fuera comandado por el Sargento 2º EP Víctor Faustino Huapaya Chacón, de oficio carpintero e hijo de una verdulera de Chorrillos. El Cuartel de Santa Catalina era en aquel tiempo el equivalente de la actual 18.ª Brigada Blindada del Ejército del Perú. 
Los amotinados prendieron a sus jefes en el comedor y luego salieron a las calles con unos tanques y disparando ametralladoras y rifles, después de dejar una guarnición para la defensa del Cuartel. Recorrieron la ciudad sin plan determinado. Trataron de tomar el Ministerio de Gobierno y Policía, siendo repelidos por la Guardia Republicana, y el Palacio de Gobierno, fracasando por completo. Tomaron las torres de algunas iglesias y repicaron las campanas causando alarma en la población. Frente a la actitud represiva del resto del Ejército, los sublevados se vieron precisados a retornar al Cuartel Santa Catalina, donde fueron sitiados por tropas del Gobierno integradas por contingentes del Regimiento de Artillería n.º 2, de la Escuela Militar de Chorrillos y del Regimiento Guardia Republicana. Para parlamentar ingresaron al Cuartel Santa Catalina el ministro de Gobierno y Policía Francisco Tamayo, el ministro de Guerra Comandante EP Gustavo Jiménez y un grupo de oficiales quienes fueron recibidos por el Sargento Huapaya, quien llevaba correaje internacional de oficial y espada de oficial al cinto, y los clases sublevados quienes presentaron a los parlamentarios un pliego de reclamos que, entre otras cosas, exigía: el fusilamiento del expresidente Augusto B. Leguía, derrocado en 1930 por el Comandante EP Luis Miguel Sánchez Cerro y que estaba preso y enfermo; la separación de todos los altos jefes del Ejército y la construcción de cuarteles higiénicos. 
El Comandante Jiménez rechazó el pliego de reclamos presentado por los rebeldes y quitó la espada a Huapaya. Se reanudó la lucha y como ella prosiguiera dos aviones arrojaron granadas en el patio del Cuartel Santa Catalina. Ante eso, los rebeldes se rindieron. Entre muertos y heridos hubo más de 40 bajas.
Un Consejo de Guerra condenó al Sargento Huapaya a veinte años de prisión; pero la Junta de Gobierno de David Samanez Ocampo y Sobrino lo amnistió poco tiempo después y Huapaya se unió a las huestes sanchecerristas.
Por Resolución Suprema n.º 2 – CM del 19 de enero de 1946 el Cuartel es declarado Monumento Histórico-Artístico Nacional encargándose de su administración el Instituto Nacional de Cultura (INC). Años después esta Resolución fue confirmada por la Resolución Suprema n.º 2900 dada el 28 de diciembre de 1972.
El Cuartel Santa Catalina fue declarado intangible por la Junta Deliberante Metropolitana de Monumentos Históricos, Artísticos y Lugares Arqueológicos de Lima mediante el Informe n.º 6, correspondiente a los años 1962 y 1963. Aquí, se denominan intangibles a ciertos elementos arquitectónicos como son los muros perimétricos originales, que aún pueden verse cercando las áreas del Colegio Estatal n.º 1035 “General de División EP José del Carmen Marín Arista”, y un torreón, que se puede observar en el frontis del cuartel y en la esquina del Jirón Andahuaylas con Inambari.
No obstante, en 1963, el inmueble es demolido en su parte intermedia para que se facilite la construcción de la prolongación de la Avenida Nicolás de Piérola. Posteriormente, el sector sur fue otorgado, como propiedad, al Ministerio de Guerra al igual que el sector noroeste de propiedad del Ministerio de Educación. 
Hasta fines de la década del 70 del siglo XX el cuartel sirvió de sede de la Policía Militar del Ejército del Perú (como testimonio histórico todavía puede verse, en uno de los muros del cuartel, el Código de Honor del Policía Militar, un Escudo Nacional del Perú y un Emblema, de este Cuerpo Militar, compuesto por dos pistolas dispuestas en la forma de Cruz de San Andrés).
En 1976, en el Fuerte Santa Catalina, cuando la edificación militar era Cuartel del Batallón de Policía Militar, estuvo preso, por haber sido sentenciado por la Justicia Militar, el Capitán de Artillería (R) EP Vladimiro Montesinos Torres exasesor de inteligencia del expresidente Alberto Fujimori Fujimori. Montesinos fue acusado del delito de traición a la patria. 
Una de sus partes (el sector sur) fue demolida durante el segundo gobierno de Fernando Belaúnde Terry (1980-1985) para que el Establecimiento Penitenciario Ordinario de Régimen Cerrado Para Reos Primarios “San Jorge” sea construido durante las gestiones de los Ministros de Justicia Felipe Osterling Parodi (1980-1981) y Enrique Elías Laroza (1981-1982). El resto de la edificación, poco tiempo después, también fue recortado para que se construya el Colegio Estatal n.º 1035 “General de División EP José del Carmen Marín Arista”, que fuera creado por Resolución Suprema n.º 134-83-ED del 23 de marzo de 1983, Si bien no se tocó la Capilla de Santa Bárbara, Patrona de explosiones, ésta se vio afectada en lo que a su entorno se refiere pues ya no se encuentra frente a un patio de armas sino a pocos metros del muro perimétrico que cerca lo que queda de la antigua edificación colonial.
Las estructuras y los elementos decorativos de la Capilla de Santa Bárbara han sido afectados como consecuencia del paso del tiempo, de los sismos, de la falta de mantenimiento, del desgaste de los materiales y del maltrato producido por las alteraciones urbanas del entorno.

### sigloXX
La edificación es propiedad del Ministerio de Cultura y constituye aproximadamente solo la quinta parte del edificio original.
Desde la realización en 1998 de los trabajos de arqueología, los terrenos pertenecientes al INC han sido ocupados por la Escuela de Restauración denominada Escuela Taller de Lima, la cual es subvencionada por la Asociación Española de Cooperación Internacional (AECI). Esta escuela se encarga de la restauración integral del monumento mencionado.